# Підклення (Вілейський район)
 Підклення (біл. вёска Падкленьне) — село в складі Вілейського району Мінської області, Білорусь. Село підпорядковане Нарочанській сільській раді, розташоване в північній частині області.